# Buddy Adler
E. Maurice „Buddy” Adler (n. 22 iunie 1909, New York City, New York, SUA – d. 12 iulie 1960, Los Angeles, California, SUA) a fost producător de film american și șef de producție pentru studiourile 20th Century Fox.
În 1954, producția sa From Here to Eternity a câștigat premiul Oscar pentru cea mai bună imagine, iar în 1956 Love Is a Many-Splendored Thing a fost nominalizat pentru cea mai bună imagine. Adler a produs și filmul Bus Stop din 1956, cu Marilyn Monroe.